# Сумки (село)
Су́мки (рос. Сумки) — село у складі Половинського округу Курганської області, Росія.
Населення — 1085 осіб (2010, 1493 у 2002).
Національний склад станом на 2002 рік:
- росіяни — 91 %